# Prieuré d'Epineuseval
Le prieuré d'Epineuseval, fondé au début du XIIIe siècle par les Écoliers du Christ, est situé à Villiers-aux-Bois, entre Wassy et Saint-Dizier, dans la Haute-Marne, en région Grand Est.

## Fondation
Selon la tradition, le prieuré aurait été fondé en 1219 par les seigneurs de Dampierre et de Saint-Dizier. Toutefois, une charte de 1217 de Guillaume de Dampierre indique que le prieuré avait été fondé par son père Guy de Dampierre, mort en 1216, qui se serait chargé de la nourriture des religieux alors qu'Odard d'Aulnay, maréchal de Champagne, s'occupait de leur habillement. De plus, une autre charte indique qu'Aubert de Narcy fait un don au prieuré en 1216. Le prieuré aurait donc été fondé fin 1214 ou début 1215, et l'année 1219 correspondrait plutôt à son agrégation au prieuré du Val des Écoliers de Verbiesles.
D'après l'acte de fondation, le prieuré comprenant cinq prêtres et deux frères.
Cette maison est considérée comme la troisième fille de l'abbaye du Val des Écoliers de Verbiesles.
Aux XVIe et XVIIe siècles, l'abbaye souffrit beaucoup de guerres. En 1628, il n'y avait plus que trois religieux, outre le prieur commendataire.
À la fin du XVIIe siècle, le prieuré était en ruine et inhabité. L'évêque de Châlons Félix Vialart de Herse supprima le prieuré qui n'existait plus que sous forme de bénéfice jusqu'en 1770 où il fut supprimé et réuni à l'hôpital de Wassy.
En 1777, le dernier prieur, Louis de Pons de Bourneuf, chanoine de Vitry, avait vendu les bâtiments du prieuré pour être démolis.
Dans la nef de l'église priorale se trouvaient les tombeaux des fondateurs Guy et Guillaume de Dampierre avec leurs femmes, puis ceux d'Edouard de Dampierre et de sa femme Jeanne de Vienne, d'Odard d'Aulnay, maréchal de Champagne, Rodulphe de Dampierre, Jean de Dampierre, Jean de Vergy... Dans le chœur était enterré Thomas d'Apremont, beau-père de Guillaume de Dampierre.

## Liste des prieurs
- Guillaume, prieur en 1219, quand le prieuré fut donné aux religieux du Val-des-Écoliers.
- Jean Ier, prieur en 1267.
- Jean II, prieur en 1327.
- Pierre Ier de Luzy, prieur en 1380 et 1386.
- Simon, prieur en 1427 et 1443.
- Pierre II, prieur en 1463.
- Nicolas Ier de Bèze, prieur en 1465.
- Denis Séclier, prieur en 1474, puis prieur du Val-des-Écoliers.
- Jacques Ier, prieur en 1485 et 1507.
- Claude Ier Galle, prieur en 1511 et 1514.
- Claude II Rouyer, prieur en 1539.
- Claude de l'Aigle, prieur de 1540 à 1544
- Claude de l'Aigle (neveu de Claude), prieur commendataire de 1544 à 1586
- Jacques de l'Aigle (neveu du précédent Claude), à compter de 1586
- Nicolas II François, prieur en 1614.
- Jacques II Baudesson, prieur en 1628 et 1645, dernier prieur régulier.
- Félix Vialart de Herse, évêque de Châlons, prieur commendataire en 1661.
- Nicolas III Dosne, chanoine de Joinville et de Vitry, prieur en 1772.
- Louis de Pons de Bourneuf, chanoine-doyen de Vitry, prieur de 1775 environ à 1791, mort en 1793.

## Sources
- Émile Jolibois, La Haute-Marne ancienne et moderne, 1858.
- L'abbé Roussel, Le diocèse de Langres : histoire et statistique, 1875.
- Catherine Guyon, Les Écoliers de Christ, l'ordre canonial du Val des Écoliers, 1201-1539, 1998.
- Archives familiales famille de l'Aigle, à Champgerbault (commune de Louvemont), 1532-1784